# Луций Постумий Мегел (консул 305 пр.н.е.)
Вижте пояснителната страница за други личности с името Луций Постумий Мегел.
Луций Постумий Мегел (на латински: Lucius Postumius Megellus) произлиза от благородната фамилия Постумии и е три пъти консул (305, 294 и 291 пр.н.е.) и военачалник през Третата самнитска война (298 – 290 пр.н.е.).

## Биограафия
Той е син на Луций Постумий и внук на Спурий Постумий. Според Ливий той е първо курулски едил ок. 307 пр.н.е. Тогава Постумий започва със сторежа на храм за богинята Виктория на Палатин, който е финансиран от глобите и е осветен през 294 пр.н.е., когато Постумий е за втори път консул.
През 305 пр.н.е. той е консул с колега Тиберий Минуций Авгурин. През Втората самнитска война (326 – 304 пр.н.е.) те имат победа против самнитите, превземат град Бола и пленяват техния вожд Стаций Гелий в битката при Бовианум. Консулът Тиберий Минуций Авгурин е ранен и умира, затова избират за суфектконсул Марк Фулвий. Те превземат Бовианум. За тази победа те получават триумф. Римляните завоюват обратно градовете Сора, Арпинум и Кесения от самнитите.
През 295 пр.н.е. Луций Постумий е назначен за пропретор заедно с Гней Фулвий Максим Центумал. Те пропъждат етруските от Клузиум в Етрурия.
През 294 пр.н.е. той е отново консул. Колега му е Марк Атилий Регул. Двамата получават Самниум като провинция. Постимий освещава храма на Виктория. Постумий празнува триумф за победите му против самнитите и етруските, а на другия ден Атилий триумф над волсиниите и самнитите. Според други източници Сенатът им отказал триумф, но Постумий е подкрепен от трима народни трибуни и празнува своя триумф за успехите му в Етрурия (според актите за триумфи).
През 293 пр.н.е. е обвинен от народния трибун Марк Скантий и му отказва да стане легат при обичания плебейски консул Спурий Карвилий Максим.
През 291 пр.н.е. той е за трети път консул. Колега му е Гай Юний Бубулк Брут. Постумий успял да получи ръководството на войната против самнитите, въпреки оплакванията на плебейския му колега пред Сената. Той продължава обсадата на Коминиум, започната от предишния консул Фабий Гург и завладява града. След това той завладява Венузия и други градове. След това, въпреки отказ, Постумий празнува отново триумф. Заради неговите постъпки през третия му консулат той е обвинен от два народни трибуни и от Трибуткомицията единодушно осъден да плати 50 000 аса.
През 282 пр.н.е. той е ръководител на делегация до Таранто в Магна Греция, заради успехите му и познанията му по гръцки език, за да поискат обезщетение за едно нападение над римската флота. Там са посрещнати надменно и в театъра, където се водили преговорите, усмяни заради облеклото им и лошия им гръцки. Един пиян клоун с името Филонидес нацапал столата на Постумий. Въпреки обидите Постумий си свършил добре работата. Той казал на тарантините: „Сега вие се смеете, но скоро дълго ще трябва да плачите!“ При връщането му в Рим той показал столата си пред Сената и римляните обявили, заради лошото отношение към делегацията, война на тарантините. След това няма други сведения за Постумий. Без съмнение той е един от най-значимите римляни за неговото време.

## Деца
- Луций Постумий Мегел (консул 262 пр.н.е. през Първата пуническа война).